# Ergonomie

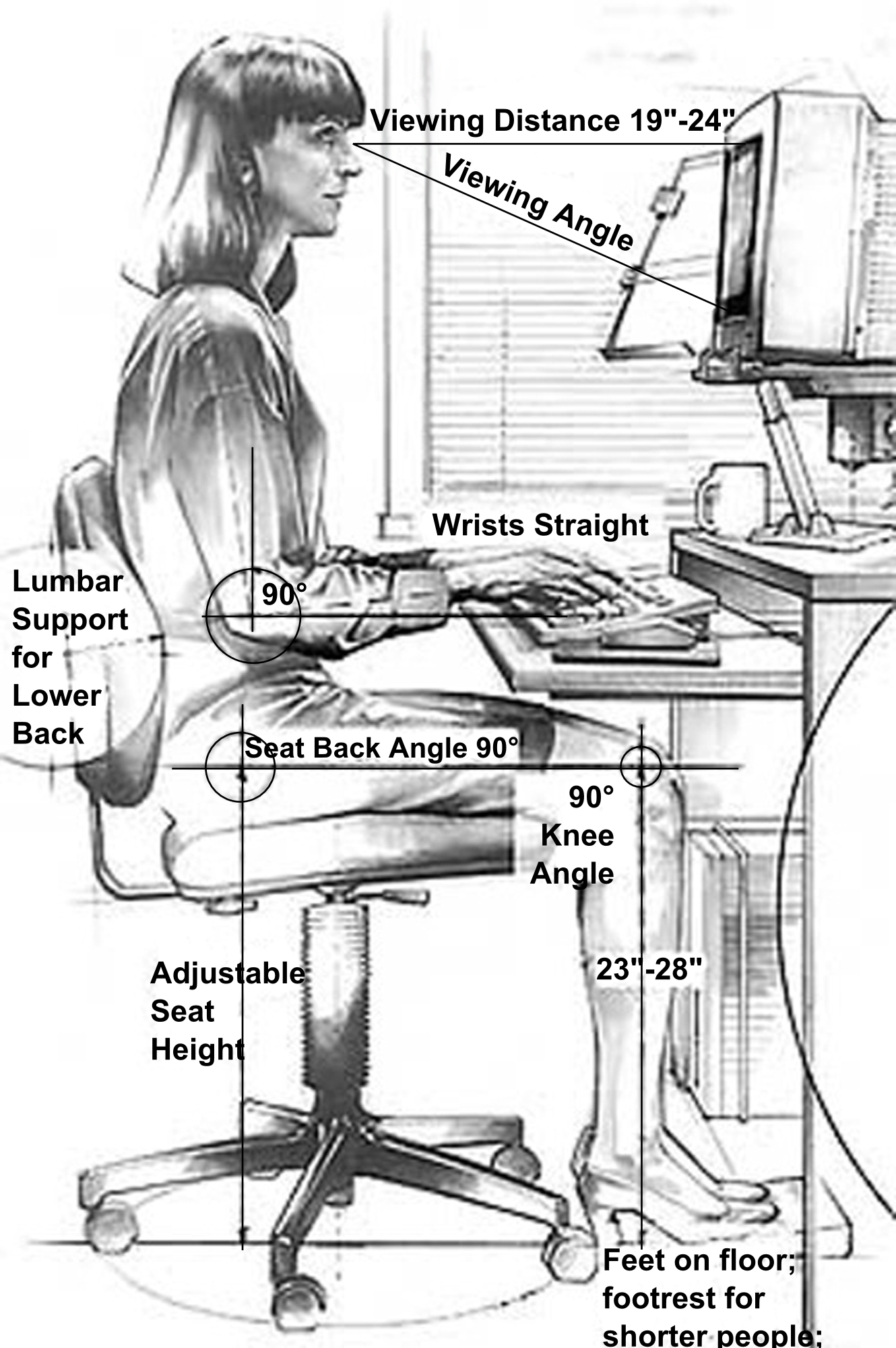
Variabelen bij werkplekontwerp, een onderwerp van ergonomisch onderzoek.

Ergonomie is de wetenschappelijke studie van de mens in relatie tot zijn omgeving. Dit kan een product, ruimte of werkplek zijn. Ergonomie zit vervat in ons dagelijks leven, maar is vooral bekend in arbeidssituaties. Het is afgeleid van de Griekse woorden ergon, werk, en nomos, wet, en moet ervoor zorgen dat de veiligheid en gezondheid van de werknemers verzekerd wordt. Bij het ontwerpen van consumentengoederen en interieurs speelt vooral comfort en het doeltreffend functioneren een rol. De term "human factors" is een synoniem voor ergonomie. 

## Definities
De International Ergonomics & Human Factors Association (IEA) formuleerde in augustus 2000 de volgende definitie:
- Ergonomie (of human factors) is de wetenschappelijke discipline die zich bezighoudt met het begrijpen van de interactie tussen de mens en andere elementen van een systeem. Het is het beroep dat de theorie, principes, gegevens en methodes toepast om zo te ontwerpen dat het menselijk welzijn en de globale prestatie van het systeem geoptimaliseerd wordt.

De ergonoom draagt bij tot het zodanig ontwerpen en evalueren van taken, jobs, producten, ruimtes en systemen dat ze tegemoetkomen aan de noden, mogelijkheden en beperkingen van mensen.
Verder worden nog drie specialisatiedomeinen afgebakend:
- Fysieke ergonomie bestudeert de menselijke anatomie, antropometrie, fysiologie en biomechanica in relatie tot de fysieke activiteit. Relevante onderwerpen zijn de werkhouding, het manueel hanteren van lasten, zich herhalende bewegingen, werk gerelateerde gezondheidsklachten, werkplekinrichting, veiligheid en gezondheid.
- Cognitieve ergonomie bestudeert de mentale processen zoals perceptie, geheugen, denken en motorische reacties in de interactie tussen mens en systeem. Relevante onderwerpen zijn de mentale werkbelasting, beslissen, mens-computerinteractie, menselijke betrouwbaarheid, stress en training.
- Organisatie-ergonomie focust op het optimaliseren van socio-technische systemen zoals organisatiestructuren en –processen. Onderwerpen zijn communicatie, ontwerpen van werkplekken en –tijden, teamwork, participatieve ergonomie, telewerken en kwaliteitszorg.

## Voorbeelden

### Fysieke ergonomie

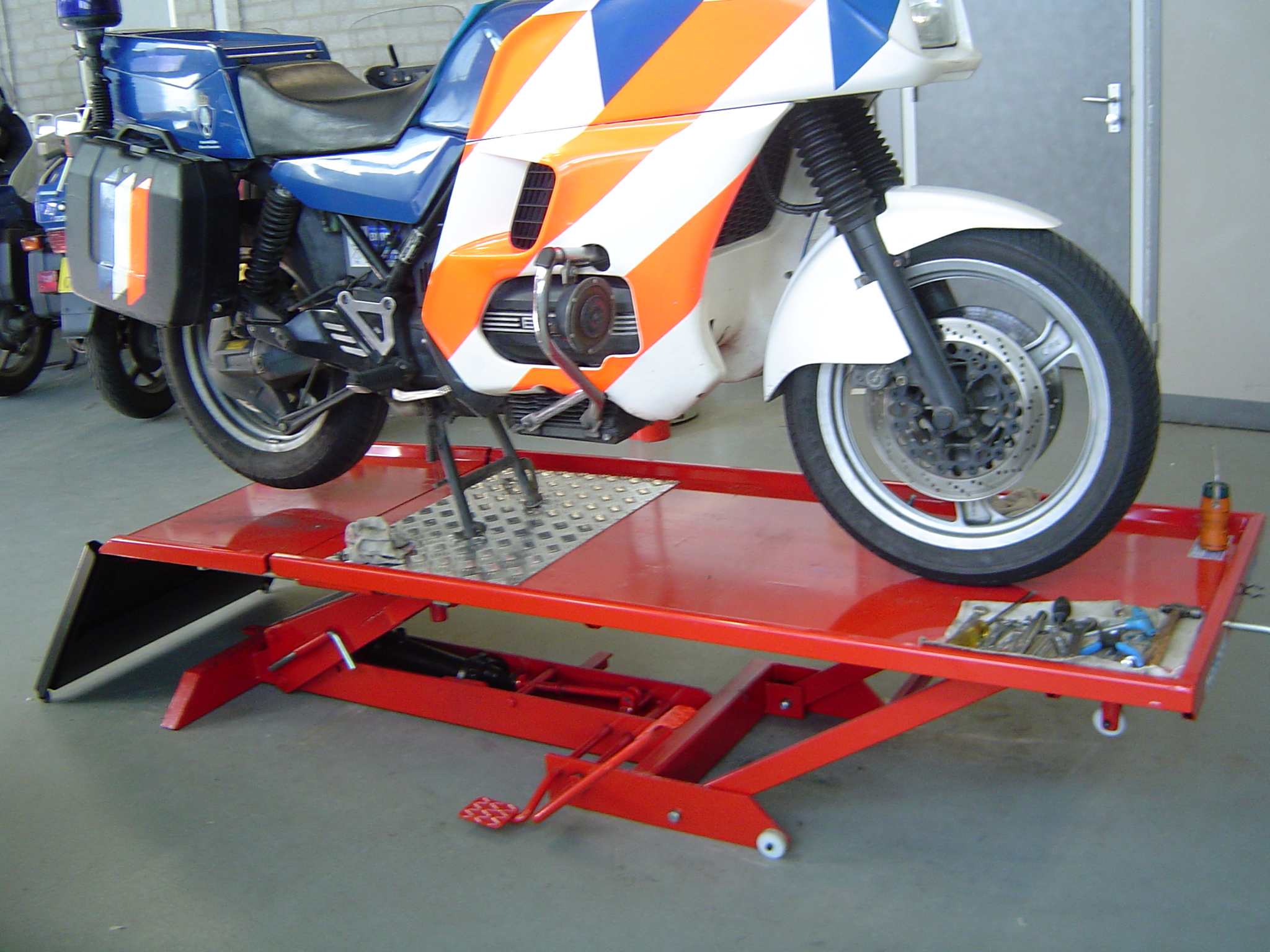
Fysieke ergonomie: Een heftafel brengt de motorfiets op werkhoogte

Auto’s, huizen, moedertafels en stoelen,… heel de wereld is op maat van de (gemiddelde) mens gebouwd. Deuren vereisen niet te veel kracht om te worden geopend, winkelkarren verlichten het dragen van boodschappen, een lange borstelsteel maakt, voor mensen van gemiddelde lengte, bukken overbodig en fietsen hebben verschillende maten zodat extreme houdingen worden vermeden. In arbeidssituaties wordt vooral aandacht besteed aan de fysieke belasting tijdens het tillen, trekken en duwen, repetitief werken, werken met beeldschermen,... 

### Cognitieve ergonomie
Men moet informatie zoals de uren van bussen het liefst zo snel mogelijk kunnen vinden. Het is voor alle geschreven tekst belangrijk, dat die gemakkelijk te lezen en te schrijven is. Technologische producten zoals een mobiele telefoon krijgen steeds meer functies die dan in een menustructuur te vinden zijn. Belangrijk is dan ook dat gebruikers deze mogelijkheden kennen, begrijpen en eenvoudig kunnen gebruiken zonder te veel hulp van de handleiding. Op het werk moet eentonig werk worden vermeden, maar te veel informatie tegelijk eveneens. 

### Organisatie-ergonomie
Een keuken is zo ingericht dat koken en afwassen vlot kunnen verlopen en de opbergruimte binnen handbereik is. In de werkcontext leidt een logische flow van taken tot meer efficiëntie en minder onnodige handelingen. Het betrekken van de werknemers bij het ontwerpen of aanpassen van een nieuwe werkpost resulteert in betere oplossingen en een juiste afwisseling van shiften bij ploegendienst heeft invloed op het sociale leven en welbevinden van de werknemers.

## Praktijk
Ergonomie is een multidisciplinaire opleiding. Een ergonoom moet geschoold zijn in de ontwerp-, bewegings- en pyschologische/sociale wetenschappen.
De Welzijnswet voorziet in België in een specifiek domein voor ergonomie. Ergonomen zijn zo vooral werkzaam in de preventiewereld. Voor een preventieadviseur ergonoom in een interne of externe preventiedienst gelden strikte regels. Zo is momenteel een universitaire opleiding, drie jaar nuttige ervaring, een multidisciplinaire basisvorming (120u) en een specialisatiemodule ergonomie (480u) vereist. Ergonomie studeren kan aan Odisee of aan de interuniversitaire opleiding in Wallonië (FR).
De ergonomie vindt in Nederland zijn weerslag in verschillende wet- en regelgeving. Er is de Arbeidsomstandighedenwet, waarin bij wijze van kaderwetgeving diverse Europese richtlijnen zijn verwerkt. Voor ergonomische vraagstukken wordt veelal beroep gedaan op ergonomische adviesbureaus of consulenten. De ergonomie is vergeleken met België meer op industriële vormgeving gericht. Onderzoek vindt veelal plaats aan bijvoorbeeld de TU Delft en de TU Eindhoven.

## Ergonomie op het werk
Ergonomie op het werk streeft naar het verbeteren van de gezondheid en productiviteit van werknemers te verbeteren. Dat kan proactief bij het ontwerpen van nieuwe werkposten, actief bij het optimaliseren van bestaande werkposten of reactief door het aanpassen na (fysieke) klachten. Daarbij volgt men de preventiehiërarchie of arbeidshygiënische strategie. Dat betekent dat men in de eerste plaats het risico probeert aan te pakken bij de bron. Een staande werkpost met licht werk kan men beter ontwerpen als een zittende werkpost. In een volgende stap probeert men het risico te verminderen. Wanneer men de hele dag moet zitten, laat een zit-sta werkplek toe om het zitten af te wisselen met staan of bewegen. Een schaartafel zorgt er zo ook voor dat men kan tillen met een rechte rug in plaats van met een gebogen rug. Verder kan men ook kijken naar collectieve (bijvoorbeeld stamatten) of individuele beschermingsmiddelen (bijvoorbeeld knielappen). Tot slot zijn er maatregelen die de aandacht vestigen op het gevaar zoals instructies en signalisatie. Het is ook belangrijk dat men deze volgorde aan maatregelen respecteert.   

## Voetnoten
1. ↑  International Ergonomics Association. Definition of Ergonomics. gearchiveerd

2. Human Factors NL. Ergonomievereniging Nederland
3. VerV, Beroepsvereniging voor Ergonomie in België
4. Ergonomiesite. Informatie en onderzoek op vlak van ergonomie